# ريك جينيست
ريك جينيست فنان كندي وممثل وعارض أزياء ويعرف أيضاً بأسم رجل الزومبي.

## حياته
ولد في 7 أغسطس عام 1985 في شاتوغيه (كيبك) ، و قبل أن يكون لديه أي وشم تم تشخيص أن لديه ورم في الدماغ وكان على قائمة الانتظار الجراحية لمدة ستة أشهر، كما أن جينيست قد سجل رقماً قياسياً في موسوعة غينيس كأكبر عدد من الوشوم على جسده ووصل عددها إلى 139 وشماً.

## موته
في 1 أغسطس عام 2018 ، عثر على جثته ميت بعد سقوطه من الشرفة من شقته بفندق بلاتيو في مونترويال وقال مصدر في الشرطة إنه كان انتحاراً رغم انه لم يترك أي رسالة انتحار ويعتقد بعض الأقارب والأصدقاء أنه كان حادثًا.

## روابط خارجية
- ريك جينيست على موقع IMDb (الإنجليزية)
- ريك جينيست على موقع ميوزك برينز (الإنجليزية)
- ريك جينيست على موقع قاعدة بيانات الفيلم (الإنجليزية)